# Стоян Бъчваров (революционер)
Вижте пояснителната страница за други личности с името Стоян Бъчваров.
Стоян Атанасов Бъчваров или Бъчварчето е български революционер, щипски войвода на Върховния македоно-одрински комитет и Вътрешната македоно-одринска революционна организация.

## Биография
Стоян Бъчваров е роден на 2 февруари 1879 година в Разград в семейството на Атанас Георгиев и Стойка Атанасова, преселници от село Арнаут. Семейството е бедно, а баща му умира, когато Стоян е на 5 години. Удна година учи в Разградската гимназия, но поради липса на средства напуска и става чирак в дърводелска работилница. След 5-6 години, вече като майстор столар, се мести в Русе, където работи в работилницата на майстор немец. В Русе се жени за македонска българка от заможно семейство.
В 1902 година, при раздвижването на революционната македонска и тракийска емиграция, заминава за София, сближава се с революционните дейци на Върховния комитет и влиза в четата на капитан Стефан Димитриев, която действа в района на Горноджумайско. След несполучливо сражение с османците, четата се връща обратно в Свободна България.
В началото на следващата 1903 година е определен за щипски войвода. На 2 февруари четата му от 26 човека минава границата при Цървена ябълка заедно с демирхисарската чета на Силян Пардов и навлиза в Саската долина в подножието на Султан тепе. На 5 февруари към четата се присъединяват войводата на част от Щипската чета поручик Атанасов и войводата на Кочанската чета Делчо Коцев. След поход на 6 февруари се разделят при Мишинските колиби с Атанасов и Коцев, а на 10 февруари пристигат в Балван, където се срещат с войводите на части от Щипската чета Гено Димитров и Христо Съчанов.
Бъчваров изпраща Съчанов с 8 души по долината на Крива Лакавица, а Димитров с 6 души към Скопско да ревизират организационните тела по селата, а самият той остава в Балван, за да раздаде оръжието и боеприпасите на населението. В Балван четата екзекутира арнаутин золумаджия, но местен жител предава за случката в Щип и съобщава имената на 12 души, членове на балванския революционен комитет, посочва гроба на арнаутина, както и това, че в района има чета. Дванадесетте души стават нелегални, но властта, известена за четата, започва да изпраща серия потери.
Бъчваров получава пратка оръжие от поручик Атанасов и заминава за Лъкавицата да я раздава, като се среща с четата на Съчанов, а след това и с тази на Димитров. Заради многобройните потери решават да заминат за Радовишко. През Въртешка стигат до Гарван, където обаче се натъкват на потеря от 200 души и се укриват в едно блато. Пленяват четирима аскери в Ерджелия, които по-късно убиват. Разбиват конен отряд от 9 души на главореза бюлюкбашия Ешар ефенди и го избиват целия, след което тръгват по пътя Кошево-Карбинци-Балван. Властите, известени за избиването на отряда на Ешар ефенди, блокират с войска Богословец и пратят масови претърсвания, като след четата тръгва силна потеря, като потери заемат и околните пътища. Четата се връша в Богословец, оттам в Кошево и оттам сутринта на 11 март 1903 година стига в Карбинци. Четата обаче без да разбере е била открита и по следите ѝ е вървяла потеря.
На следващия ден четите са обградени от пет табура кавалерия и цялата пехота от щипския гарнизон, както и войска от околните кази, общо около 1200 души. Начело са щипският каймакамин и щипският комендант. Обградена в четири къщи, четата води тежко сражение, което продължава няколко часа. В сражението загиват всички четници без един. Бъчваров загива при опит да вземе невзривила се бомба. От турска страна жертвите според единствения оцелял четник Стоян Хаджиниколов са 450-500. Загива и щипският комендант, а каймакаминът е ранен.
Според Ковачев преди началото на сражението Бъчваров заявява:
| „ | Щастливъ е този, който падне на бойното поле въ борбата за освобождението на роба. Ние знаеме, че съ нашата смърть нѣма да се освободи Македония, но ние ще научимъ роба, какъ се умира, та да вземе урокъ отъ насъ и да спечели самъ свободата си! Да гледаме само по скѫпо да продадеме кожата си; да се мѫчимъ колкото може повече читаци да пратимъ на оня свѣтъ - ето това трѣбва да се грижимъ да направимъ! | “ |

| Чета на Стоян Бъчваров | Чета на Стоян Бъчваров     | Чета на Стоян Бъчваров | Чета на Стоян Бъчваров | Чета на Стоян Бъчваров | Чета на Стоян Бъчваров |
| Номер                  | Име                        | Селище                 | Околия                 | Година                 | Бележка                |
| ---------------------- | -------------------------- | ---------------------- | ---------------------- | ---------------------- | ---------------------- |
| 1.                     | Стоян Атанасов Бъчваров    | Разград                |                        | 1879                   | войвода                |
| 2.                     | Гено Димитров              | Струпец                | Врачанско              | 1877                   |                        |
| 3.                     | Христо Съчанов             | Самоков                |                        | 1879                   |                        |
| 4.                     | Илия Белев                 | Ямбол                  |                        | 1884                   |                        |
| 5.                     | Коци Саздов                | Щип                    |                        | 1884                   | учител                 |
| 6.                     | Йордан Варналиев           | Велес                  |                        | 1883                   |                        |
| 7.                     | Димитър Станков            | Кнеже                  | Щипско                 | 1883                   |                        |
| 8.                     | Спас Ефтимов               | Новачени               | Велешко                | 1881                   |                        |
| 9.                     | Стефан Тошев               | Одрин                  |                        | 1882                   |                        |
| 10.                    | Митре Монов                | Богословец             | Щипско                 | 1882                   |                        |
| 11.                    | Никола Манкев              | Скопие                 |                        | 1883                   |                        |
| 12.                    | Георги Марков              | Тръстеник              | Щипско                 | 1881                   |                        |
| 13.                    | Ванко Андреев              | Битоля                 |                        | 1882                   |                        |
| 14.                    | Яким Бойков                | Гостивар               |                        | 1882                   |                        |
| 15.                    | Борис Николов              | Тулча                  |                        | 1881                   |                        |
| 16.                    | Йордан Спиров              | Дедеагач               |                        | 1880                   |                        |
| 17.                    | Стойко Иванов              | Извор                  | Велешко                | 1883                   |                        |
| 18.                    | Тиме Ацев                  | Газомелце              | Велешко                | 1882                   |                        |
| 19.                    | Моне Тодоров               | Богословец             | Щипско                 | 1881                   |                        |
| 20.                    | Александър Бабаев          | Солун                  |                        | 1881                   |                        |
| 21.                    | Владимир Атанасов          | Елена                  |                        | 1883                   |                        |
| 22.                    | Петър Трайчев              | Кратово                |                        | 1881                   |                        |
| 23.                    | Асен Стойчев               | Коробиново             | Щипско                 | 1881                   |                        |
| 24.                    | Филип Донев                | Св. Николи             | Щипско                 | 1882                   |                        |
| 25.                    | Миле Стоилков              | Кочани                 |                        | 1883                   |                        |
| 26.                    | Стоян Хаджиниколов Ковачев |                        |                        |                        | единствен оцелял       |